# Jean Carrière
Jean Carrière (n. 8 august 1928, Nîmes, Franța – d. 8 mai 2005, Nîmes, Franța) a fost un scriitor francez.

## Viața
Carrière sa născut la Nîmes. Mama sa, Andree Paoli, era originară din Cape Corsine. A fost secretarul lui Jean Giono (despre care a scris un eseu) la Manosque, critic muzical la Paris, editorialist literar la ORTF⁠(d). Și-a început cariera de scriitor cu romanul Retour à Uzès în 1967, (premiul Academiei franceze). A publicat douăzeci de cărți, în principal romane.
A câștigat Premiul Goncourt în 1972 pentru L'Épervier de Maheux, publicat de Jean-Jacques Pauvert⁠(d), romanul fiind un succes (2 milioane de exemplare, traduse în 15 limbi). Tatăl său a fost ucis, strivit de un șofer beat, iar el s-a cufundat într-o depresie, după un divorț.
Pasionat de muzică (tatăl său era dirijor, iar bunicul matern, Toussaint Paoli, avea un magazin de viori la Nîmes) și film (a cunoscut-o pe actrița Sigourney Weaver căreia i-a dedicat o carte), a pregătit un nou roman și o carte despre Maurice Ravel.
După succesul uriaș al operei sale, Épervier, s-a ținut departe de saloanele literare din Paris și de presa care îl catalogase drept un scriitor regionalist.
După o lungă ședere în căsuța sa din Saint-Sauveur-Camprieu, lângă Mont Aigoual⁠(d), a locuit timp de douăzeci de ani într-o casă de la poalele podgoriilor, Domessargues, unde au avut loc funeraliile sale la 11 mai 2005.

## Moștenire
Iată ce scrie Jean François Carrière Veillerette și Fabrice Nicolino, în cartea lor „Pesticides, révélations sur un scandale français” (Fayard, 2007 – p. 336) :
Undeva între Cévennes și Grand Causses, într-o vale departe de lume, se află un om născut în 1926. Numele lui este Jean. El continuă, când scriem aceste rânduri, să își păzească mica sa turmă de oi. Ca și înainte, ca întotdeauna, încă din neolitic. Jean este un om minunat, care a spus nu. În anii 1960, când toți vecinii săi s-au echipat, când și-au extins turmele și instalațiile, Jean a spus nu. A fost luat în derâdere, a fost batjocorit, a fost considerat un întârziat, sau chiar mai rău. A avut dreptate. Unul dintre coautorii acestei cărți, care îl cunoaște de ani de zile, încă mai aude strigătul acestui om învins, dar încă în picioare, comentând soarta agriculturii în Franța: „Au distrus totul”. Jean avea dreptate: „ei” au fost distruși cu toții. Dar viața crește încă sub ruine, în vecii vecilor. Jean avea dreptate, Jean este un erou tăcut care nu face niciodată știri. Dar Jean s-a înșelat în cele din urmă: va exista o continuare. Trăiască Jean Carrière!

## Operă
- Retour à Uzès, La Jeune Parque, 1967. retipărire 1973
- L'Épervier de Maheux, La Presse, 1972,ISBN: 978-0-7777-0032-7
- La Caverne des pestiférés, Paris, Pauvert, 1978–1979, 2 voi.ISBN: 978-2-7202-0128-8ISBN 978-2-7202-0128-8
- Le Nez dans l'herbe, Paris, La Table ronde, 1981.
- Jean Giono, Paris, La Manufacture, 1985. retipărire 1991,ISBN: 978-2-7377-0282-2
- Les Années sauvages, Paris, Laffont/Pauvert, 1986,ISBN: 978-2-221-04991-4
- Julien Gracq, Paris, La Manufacture, 1986.
- Le Prix d'un Goncourt, Paris, Laffont/Pauvert, 1987 (publicat ca „Les Cendres de la gloire” aux Editions France Loisirs)
- L'Indifférence des étoiles, Paris, Laffont/Pauvert, 1994. reprint Pocket, 1996,ISBN: 978-2-266-06557-3
- Sigourney Weaver, portret și itinerariu realizat, Paris, La Martinière, 1994.
- Achigan, Paris, Laffont, 1995. retipărire Pocket, 1998,ISBN: 978-2-266-07313-4
- L'Empire des songes, Paris, Laffont, 1997,ISBN: 978-2-221-07752-8
- Un jardin pour l'éternel, Paris, Laffont, 1999.ISBN: 978-2-221-08540-0ISBN 978-2-221-08540-0
- Le Fer dans la plaie, Paris, Laffont, 2000.ISBN: 978-2-221-08541-7ISBN 978-2-221-08541-7
- Feuilles d'or sur un torrent, Paris, Laffont, 2001.ISBN: 978-2-84694-010-8ISBN 978-2-84694-010-8
- Pasiuni inutile, Paris, La Martinière, 2004.ISBN: 978-2-84675-142-1ISBN 978-2-84675-142-1